# Northern Michigan Wildcats
Los Northern Michigan Wildcats (Gatos Monteses del Norte de Michigan) es el equipo deportivo que representa a la Universidad del Norte de Míchigan ubicada en Marquette, Michigan en la NCAA. La mayoría de sus equipos juegan en la NCAA Division II exceptuando a su sección más exitosa, la de hockey sobre hielo que está en la NCAA Division I; y las secciones de esquí nórdico y lucha femenil que son de facto deportes de Division I. Los deportes de esquí están abiertos para todas las universidades sin importar en qué división están, aunque solo participan en la modalidad nórdica ya que la modalidad alpina no está reconocida por la NCAA.
La universidad forma parte de la Great Lakes Intercollegiate Athletic Conference desde 1987, excepto en hockey sobre hielo, ya que al ser de una división superior, juega en la Central Collegiate Hockey Association y la de esquí nórdico que milita en la Central Collegiate Ski Association.

## Deportes
| Masculino (7)      | Femenino (10)        | Mixtos (3)   |
| ------------------ | -------------------- | ------------ |
| Baloncesto         | Baloncesto           | Esports      |
| Fútbol             | Cross Country        | Esquí        |
| Golf               | Golf                 | Halterofilia |
| Hockey sobre hielo | Atletismo bajo techo |              |
| Fútbol             | Lacrosse             |              |
| Natación           | Atletismo            |              |
| Lucha              | Fútbol               |              |
| Atletismo          | Natación             |              |
|                    | Voleibol             |              |
|                    | Lucha                |              |

1. ↑  No es de la NCAA; son equipos mixtos.
2. ↑  Reconocido por la NCAA como campeonato mixto individual. NMU tiene equipos separados de hombres y mujeres, pero en todas las carreras participan sin separar géneros. También, como en los torneos de la NCAA incluye las disciplinas alpina y nórdica, la NMU solo compite en nórdica.
3. ↑  Oficial en la USOPC pero no en NCAA.
4. ↑  No participa en la NCAA el greco-romana.
5. ↑  Parte del programa NCAA Emerging Sports for Women.

## Rivalidades
Sus principales rivales son Michigan Technological University y Lake Superior State University. El ganador del partido anual de fútbol americano entre NMU y Michigan Tech gana la Miner's Cup.

## Campeonatos Nacionales
Campeonatos Nacionales (4):
- 1975 – Fútbol Americano – NCAA Division II
- 1991 – Hockey Sobre Hielo Masculino – NCAA Division I
- 1993 – Voleibol Femenil – NCAA Division II
- 1994 – Voleibol Femenil – NCAA Division II

Finalista Nacional (4):
- 1980 – Hockey Sobre Hielo Masculino – NCAA Division I
- 1992 – Natación Femenil – NCAA Division II
- 1992 – Voleibol Femenil – NCAA Division II
- 1995 – Voleibol Femenil – NCAA Division II

Final Four de Baloncesto (1):
- 1961 – Baloncesto Masculino – NAIA Division I

## Alumnos Destacados
- Lloyd Carr, ex.entrenador de los Michigan Wolverines de fútbol americano
- Jerry Glanville, exentrenador en la NFL
- Mark Maddox, exjugador de la NFL con Buffalo Bills y Arizona Cardinals
- Damian Matacz, exbaloncestista profesional
- Steve Mariucci, exentrenador de los Detroit Lions y San Francisco 49ers
- Robert Saleh, entrenador de los New York Jets
- Len St. Jean, exjugador de la NFL para los Boston/New England Patriots
- Tom Izzo, entrenador de los Michigan State Spartans de baloncesto
- Steve Avery, exjugador de la NFL con Houston Oilers, Green Bay Packers y Pittsburgh Steelers